# Дмитрієва Євгенія Олегівна
Євгенія Олегівна Дмитрієва (нар.. 19 грудня 1972, Москва) — російська акторка театру і кіно, театральна режисерка, педагогиня.
Внесена до «чистилища» бази «Миротворець».

## Життєпис
Євгенія Дмитрієва народилася 19 грудня 1972 року в Москві. 
В юнацькому віці захоплювалася театром. Відвідувала театральну студію Кожуховського будинку творчості, пізніше вступила до Вищого театрального училища імені М. С. Щепкіна (курс Миколи Верещенка). Наставницею Дмитрієвої була акторка Римма Солнцева. У 1994 році закінчила училище і стала акторкою Малого театру.
Дебютувала на сцені у постановці «Самостійна робота». У 1998 році з'явилася на сцені Театру імені Моссовєта у виставі «Лихо з розуму» режисера Олега Меньшикова. Пізніше грала в спектаклях антрепризної компанії Меньшикова «Театральне товариство 814». У 2005 році виконала роль Ольги у виставі «Три сестри» британського режисера Деклана Доннеллана. В 2013 році в Будинку Висоцького на Таганці поставила виставу «Зойчина квартира».
З 1996 року викладала у Вищому театральному училищі імені М. С. Щепкіна акторську майстерність. З 2013 року викладає в Школі-студії МХАТ (курс Євгена Писарєва).
З кінця 1990-х років активно знімається в кіно і на телебаченні. За даними на 2018 рік, взяла участь у понад 110 кінороботах.

## Особисте життя
Була одружена з актором Андрієм Кайковим, з яким познайомилася під час навчання в Щепкінському училищі. Сім'я розпалася через два роки.

## Громадська позиція
Євгенія Дмитрієва свідомо порушила державний кордон України з метою проникнення до окупованого Росією Криму. З осені 2015 до весни 2016 року разом з колегами-акторами вона брала участь у зйомках чотирьохсерійного телевізійного фільму «Моя улюблена свекруха» (рімейк фільму «За сімейними обставинами»). Його зйомки проходили в Євпаторії, Ялті та Сімферополі.

## Фільмографія
- 1992 — Ліміта —  студентка
- 1998 — Цар Петро і Олексій (фільм-спектакль) —  Єфросинія Федорівна
- 1999 — Китайський сервіз —  Фуфигіна
- 1999 — Трудовий хліб (фільм-спектакль) —  Євгенія Львівна
- 2000 — Брат 2
- 2000 — Горе від розуму (фільм-спектакль) —  княгиня Тугоуховська
- 2000 — Диваки (фільм-спектакль) —  Зіна
- 2001 — Часи не вибирають —  Нателла, молодша дочка Амбросія Кікнадзе, сестра Олени
- 2001 — Зупинка на вимогу 2 —  Валя
- 2002 — Невдача Пуаро —  покоївка
- 2003 — Благословіть жінку
- 2003 — Вогнеборці —  Бородіна
- 2003 — Прощальне ехо —  Алла Денисова, лікарка-гінекологиня
- 2004 — День на день не доводиться (фільм-спектакль) —  Наталя Никанорівна Круглова
- 2004 — Довге прощання —  Ада Максимівна Лембер
- 2004 — Повний вперед! —  Валентина Кокарєва
- 2004 — Проти течії —  рибалка
- 2004 — Тільки ти ... або багата Ліза —  Марина Смирнова
- 2005 — Бідні родичі —  Ольга
- 2005 — Богиня прайм-тайму —  дружина Столєтова
- 2005 — Справа про «Мертві душі» —  Лізонька, дружина Манілова
- 2005 — Подруга особливого призначення —  Тетяна, подруга Варвари
- 2005—2006 — Люба, діти і завод... —  Марина
- 2006 — Ейфорія —  Галя
- 2006 — З полум'я і світла —  Катерина Петрівна Лопухіна
- 2006 — Іноземці —  Олена Мельникова
- 2006 — Инфант —  Інга, мати Кістки
- 2006 — Про це краще не знати —  Євдокія Жильцова
- 2006 — Снігова королева —  Наталя
- 2006 — Таксі для ангела —  Теодора Тропініна, письменниця детективів
- 2006 — Три полуграции —  Наталія Павлівна Тропініна (Тата),
- 2007 — Рік Золотої Рибки —  Ася
- 2007 — Захист проти —  Ольга Спіцина
- 2007 — Чоловік на годину —  Ліза
- 2007 — Психопатка —  Анна-Анфіса
- 2007 — Служба довіри —  Катя Маркова
- 2007 — Юнкери —  Раїса Петерсон
- 2007—2008 — Атлантида —  Алла Завалова
- 2008 — Головний доказ —  Олена Василівна Осокіна
- 2008 — Дівчинка —  Раїса
- 2008 — Добра подружка для всіх —  Лола, неодружена подруга Наташі
- 2008 — Заза —  Азалія Вікторівна
- 2008 — Do Not відрікаються люблячи... —  Ліна
- 2008 — Найкрасивіша-2 —  Женя
- 2008 — Я не я —  Олена, співмешканка Фуфачова
- 2009 — Виходжу тебе шукати —  Світлана Георгіївна Бурова, дама з кармою
- 2009 — Історія льотчика —  Люся
- 2009 — Операція «Праведник» —  господиня клініки
- 2009 — Чудес не буває —  Женя
- 2010 — Віра, Надія, Любов —  Оксана, подруга Віри
- 2010 — Вендетта по-російськи —  Світлана Георгіївна Сабліна
- 2010 — Гаражі —  Марина
- 2010 — Катерина III —  Катерина Фурцева
- 2010 — Земський лікар —  Ліда Черноглазова
- 2010 — Класні мужики —  Поліна, гримерка
- 2010 — Щур —  Марина, мачуха Ганни
- 2010 — Остання гра в ляльки —  мама Олі
- 2011 — Атомний Іван —  мати Івана
- 2011 — Воін.com —  мати Гната
- 2011 — Будинок —  Тамара Шаманова
- 2011 — Угода —  Ірина Валентинівна, мати Крістіни
- 2011 — Лють —  Ірина Миколаївна Невзорова, лікарка
- 2012 — Ідеальний шлюб —  Валентина, подруга Наталі
- 2012 — Лягавий —  Поліна Миколаївна Шумилова
- 2012 — Мосгаз —  Алевтина Матвіївна Чеботар
- 2012 — Подпоручикъ Ромашовъ —  Раїса Петерсон
- 2012 — Пізня любов —  Ліда Цвєткова
- 2012 — У Бога свої плани —  мама Кирила
- 2012 — Четвер, 12-те —  Сима, подруга Юлі
- 2012—2015 — Скліфосовський —  Ольга Куликова
- 2013 — Думай як жінка —  Лариса
- 2013 — Крик сови —   бандерша Коса
- 2013 — Мама-детектив (9-та серія) —  Ліля
- 2013 — Віолетта з Атамановки —  Віолетта Сергіївна Мельникова
- 2013 — Будинок сплячих красунь —  Алла, мати Марини
- 2013 — Сарана —  Ірина, мати Лери
- 2014 — Оленка з Почітанки —  Глафіра Макарівна, дружина Панкрата, секретарка Цепенюка
- 2014 — Грішник —  Зінаїда, дружина Павла
- 2014 — Лягавий-2 —  Поліна, дружина Козирєва, мати Сергія
- 2014 — Любити не можна ненавидіти —  Лія Муратова, психіатр
- 2014 — Манекенниця —  Зоя Іванівна Кузнєцова, двоюрідна тітка Олександри
- 2014 — Прошу повірити мені на слово —  Ольга Чащина, сестра Андрія
- 2014 — Прощай, кохана! —  Данута Едгарівна
- 2015 — Альошкіна любов —  Поліна Сергіївна
- 2015 — Ближче, ніж здається —  Віра Іванівна, вчителька музики
- 2015 — Де живе Надія —  Алла Юріївна, дочка Римми, директор гімназії
- 2015 — Щоденник свекрухи —  Олена Сергіївна Білоцерківська
- 2015 — Лондонград. Знай наших! —  Маргарита
- 2015 — Медсестра —  Світлана, пацієнтка
- 2015 — Молода гвардія —  Шура Тюленіна, мати Сергія
- 2015 — Порушення правил —  Любов Петрівна Павлова, мати Наді, вчителька географії
- 2015 — Пенсильванія —  Лариса Козлова
- 2015 — Петля Нестерова —  Світлана Володимирівна Щолокова, дружина міністра
- 2015 — Щастя - це... —  Ірина
- 2016 — Моя улюблена свекруха —  Тетяна
- 2016 — Коробка —  мати Танцюриста
- 2016 — Наречена з Москви —  Забєліна
- 2016—2017 — Скліфосовський —  Ольга Куликова
- 2017 — Нелюбов —  перукарка
- 2017 — Фізрук —  Ксенія, мати Аріни
- 2017 — Свєта з того світу —  Оксана [12]
- 2018 — 5 хвилин тиші —  підполковниця МНС Шимко
- 2018 — Залишитися в живих
- 2023 — Бібліотекар — Маргарита Тихонівна Селіванова

## Нагороди
- 2009 — Приз імені Олександра Абдулова «За найкращу жіночу роль у вітчизняному дебютному фільмі» (фільм «Заза», режисер Андрій Силкін) кінофестивалю «Дух вогню»[3].
- 2009 — Приз за найкращу жіночу роль фестивалю «Людина, що пізнає світ» (фільм «Заау»).
- 2009 — Приз «Золота зірка — найкраща головна жіноча роль» на кінофестивалі «Сузір'я» (фільм «Заза»)[13].